# 大石綱元
大石 綱元（おおいし つなもと、天文元年（1532年） - 慶長6年1月12日（1601年2月14日））は、戦国時代の武将。上杉景勝の家臣。
官位は播磨守。別名は兼綱。

## 略歴
武蔵国出身。父は大石綱資（元興）。大石吉綱の養子。武蔵の守護代を務めた大石氏の一族とみられる。
はじめ上杉憲政の家臣だった。憲政が越後に逃れると、それに従い、憲政の死後は景勝に仕えた。
慶長3年（1598年）、上杉氏が会津に転封した際には保原城城代を務める。知行高は5500石だった。
直江兼続の下で、安田能元、岩井信能と共に奉行として国政を補佐し、会津三奉行と呼ばれた。特に街道や城下整備などの土木建築分野を得意としていた。

## 子孫
子孫に上杉斉定治世下の奉行である大石綱豊らがいる。